# Hans Coumans
 (février 2023).
La mise en forme du texte ne suit pas les recommandations de Wikipédia : il faut le « wikifier ».
Les points d'amélioration suivants sont les cas les plus fréquents. Le détail des points à revoir est peut-être précisé sur la page de discussion.
- Les titres sont pré-formatés par le logiciel. Ils ne sont ni en capitales, ni en gras.
- Le texte ne doit pas être écrit en capitales (les noms de famille non plus), ni en gras, ni en italique, ni en « petit »…
- Le gras n'est utilisé que pour surligner le titre de l'article dans l'introduction, une seule fois.
- L'italique est rarement utilisé : mots en langue étrangère, titres d'œuvres, noms de bateaux, etc.
- Les citations ne sont pas en italique mais en corps de texte normal. Elles sont entourées par des guillemets français : « et ».
- Les listes à puces sont à éviter, des paragraphes rédigés étant largement préférés. Les tableaux sont à réserver à la présentation de données structurées (résultats, etc.).
- Les appels de note de bas de page (petits chiffres en exposant, introduits par l'outil «  Source ») sont à placer entre la fin de phrase et le point final[comme ça].
- Les liens internes (vers d'autres articles de Wikipédia) sont à choisir avec parcimonie. Créez des liens vers des articles approfondissant le sujet. Les termes génériques sans rapport avec le sujet sont à éviter, ainsi que les répétitions de liens vers un même terme.
- Les liens externes sont à placer uniquement dans une section « Liens externes », à la fin de l'article. Ces liens sont à choisir avec parcimonie suivant les règles définies. Si un lien sert de source à l'article, son insertion dans le texte est à faire par les notes de bas de page.
- La présentation des références doit suivre les conventions bibliographiques. Il est recommandé d'utiliser les modèles {{Ouvrage}}, {{Chapitre}}, {{Article}}, {{Lien web}} et/ou {{Bibliographie}}. Le mode d'édition visuel peut mettre en forme automatiquement les références.
- Insérer une infobox (cadre d'informations à droite) n'est pas obligatoire pour parachever la mise en page.

Pour une aide détaillée, merci de consulter Aide:Wikification.
Si vous pensez que ces points ont été résolus, vous pouvez retirer ce bandeau et améliorer la mise en forme d'un autre article.
Hans Coumans, né le 19 mars 1943 et mort le 16 novembre 1986, est un peintre néerlandais actif dans la région du Limbourg méridional, au Pays-Bas ainsi qu'en Belgique et en Allemagne. Il est autodidacte et a produit environ 1700 œuvres. Il peint dans le style de peinture impressionniste.

## Biographie
Coumans nait et grandit à Schin op Geul. Entre 15 et 19 ans, il entreprend plusieurs longs voyages à travers l'Allemagne, l'Autriche, la Belgique, la France et l'Espagne. En 1961, il rejoint la compagnie de cirque itinérante Toni Boltini pendant six mois, dans laquelle il travaille comme dresseur d'éléphants.
Coumans étudie brièvement à l'Institut des Arts de Maastricht puis avec l'artiste visuel Charles Eyck. Il débute comme paysagiste et portraitiste, mais il gagne surtout sa vie avec l'art décoratif, souvent avec le Heuvelland comme sujet, dans des dizaines d'entreprises de restauration à Fauquemont-sur-Gueule et dans les environs. Il a également réalisé des portraits rapides (au fusain) dans des bars, des foires et lors de toutes sortes d'événements. En 1965, il s'installe pour une courte période à Haarlem et à Amsterdam, où il rejoint le mouvement Provo. Après quelques mois, il retourne dans le Limbourg. En 1969, il se rend en Espagne, où il réalise des scènes murales à Benidorm, Lloret de Mar et Calella de la Costa. Il est retourné à Valkenburg en raison de problèmes de paiement. Là, il épouse Christine van Kempen en 1970. À partir de ce moment, il réalise principalement des peintures des collines du Limbourg. En 1976, il s'installe à Nuth et en 1981 à Bingelrade.
Coumans est décédé en 1986 des suites d'un accident de voiture,,.

## Style de peinture
Le style de Coumans peut être classé dans le post-impressionnisme. Ses contemporains ont travaillé sur l'art abstrait et conceptuel, mais Coumans a peint en dehors du courant dominant et s'est principalement inspiré de la nature. Son œuvre comprend des paysages, des scènes de village (patrimoine culturel), des natures mortes, des portraits rapidement peints et des œuvres socialement critiques.

## Œuvres

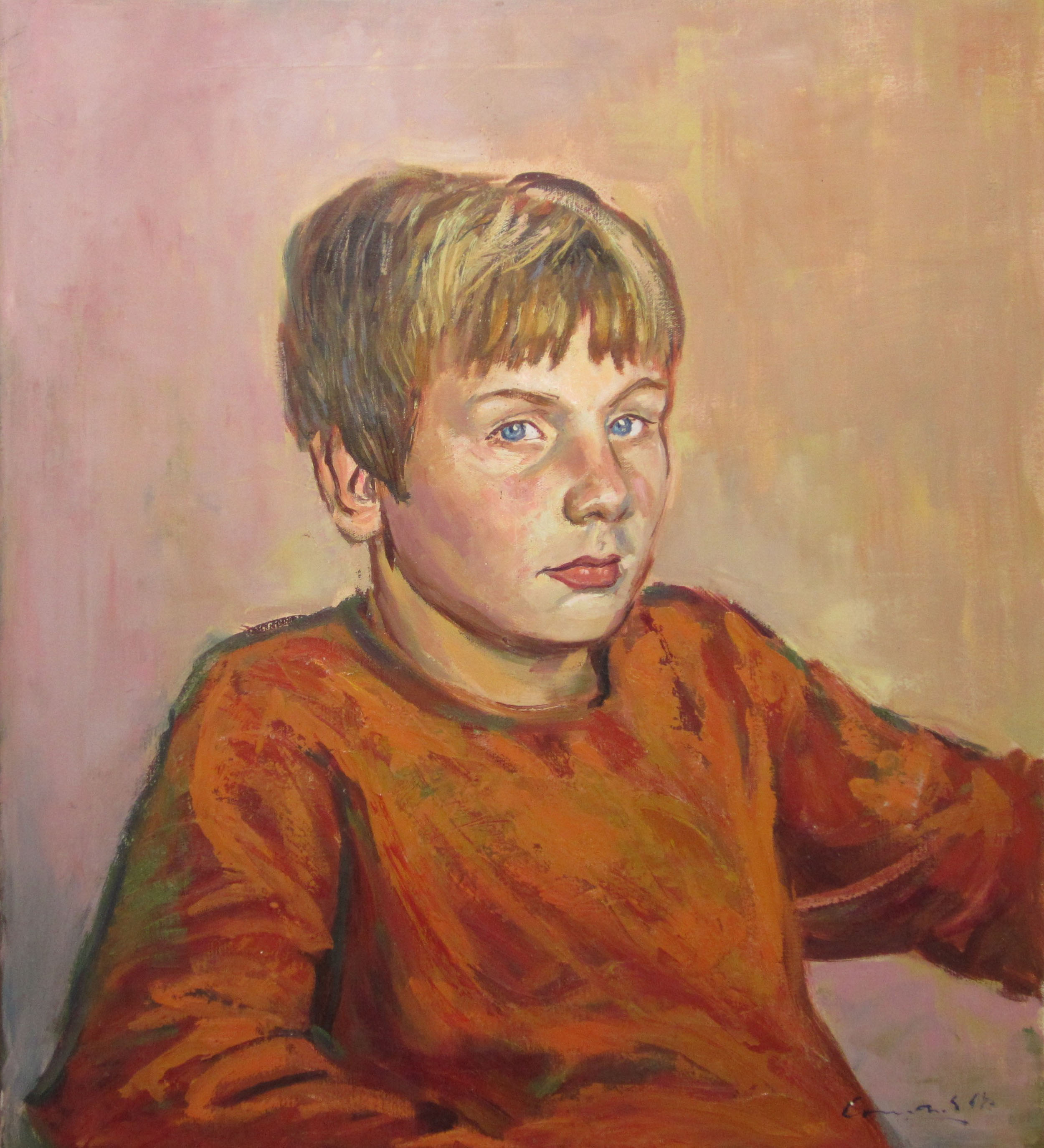
Portrait d'un garçon (1968)
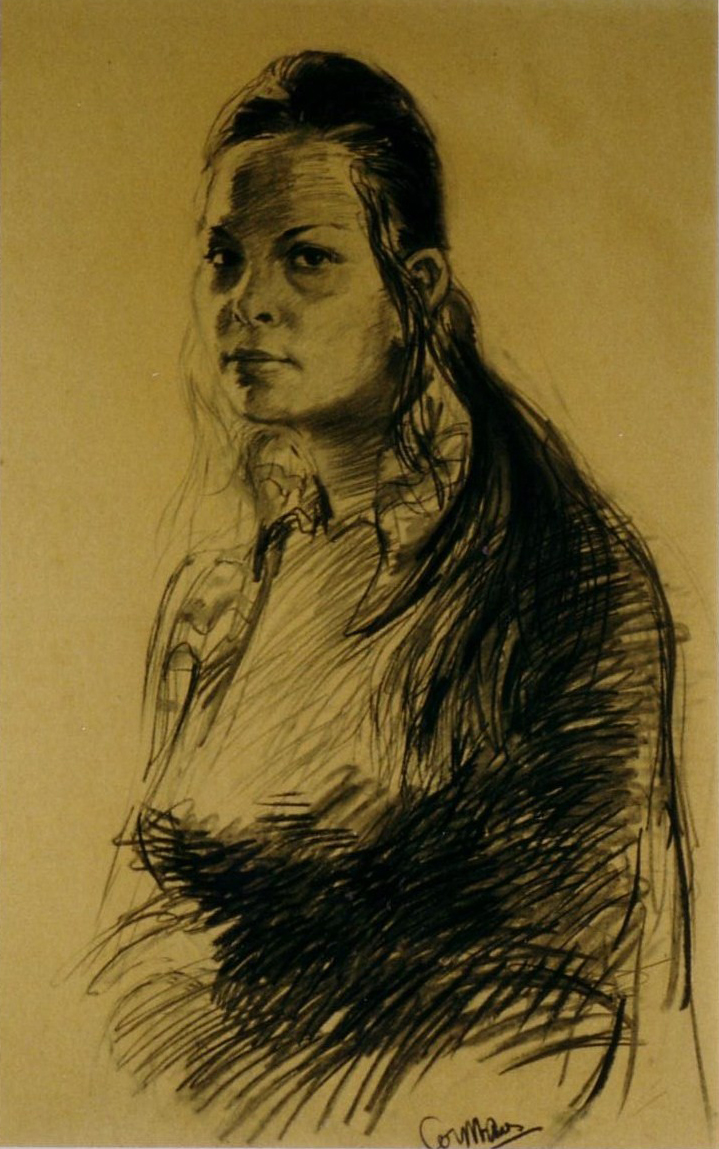
' Portrait de Christine (1971)
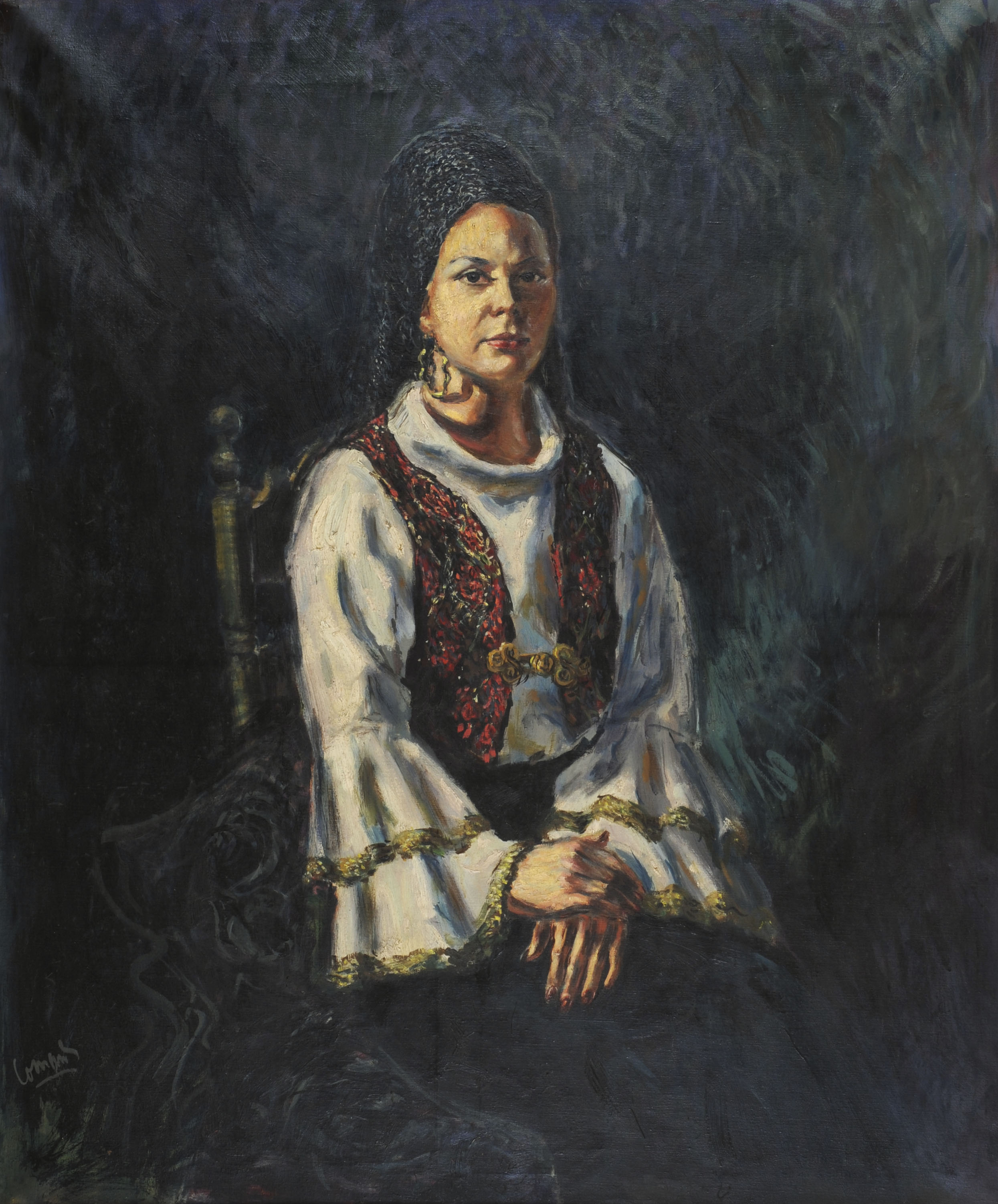
Portrait de Christine (1973)
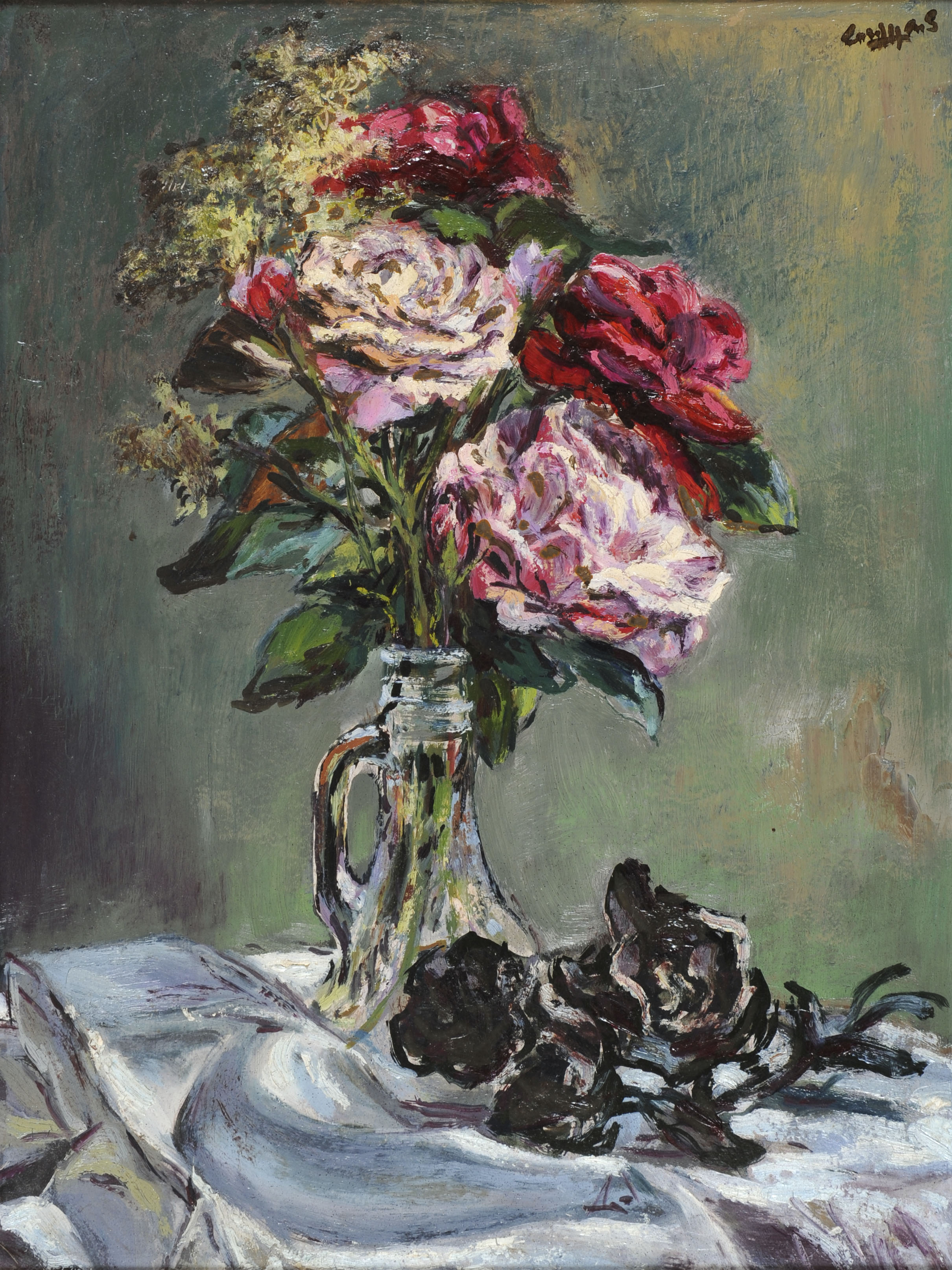
Bouquet de fleurs (1973)
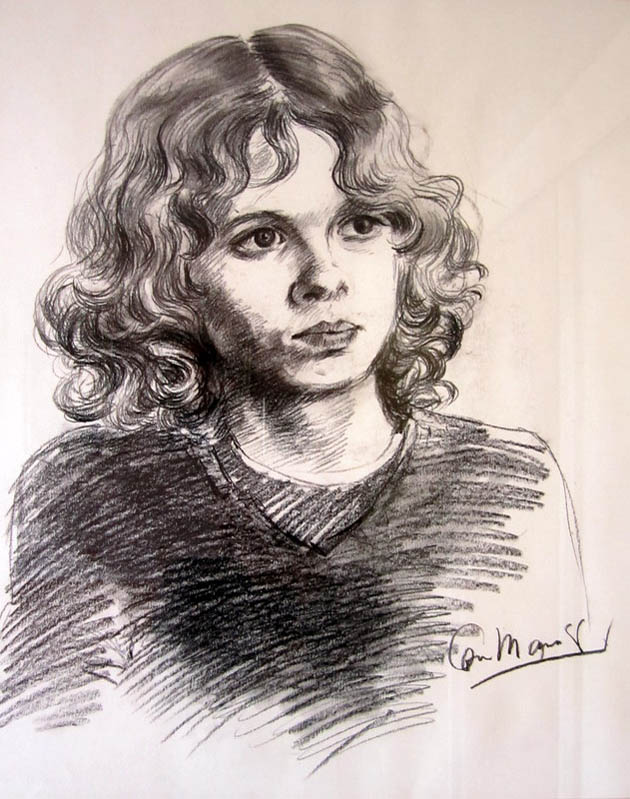
Portrait d'une fille (1974)
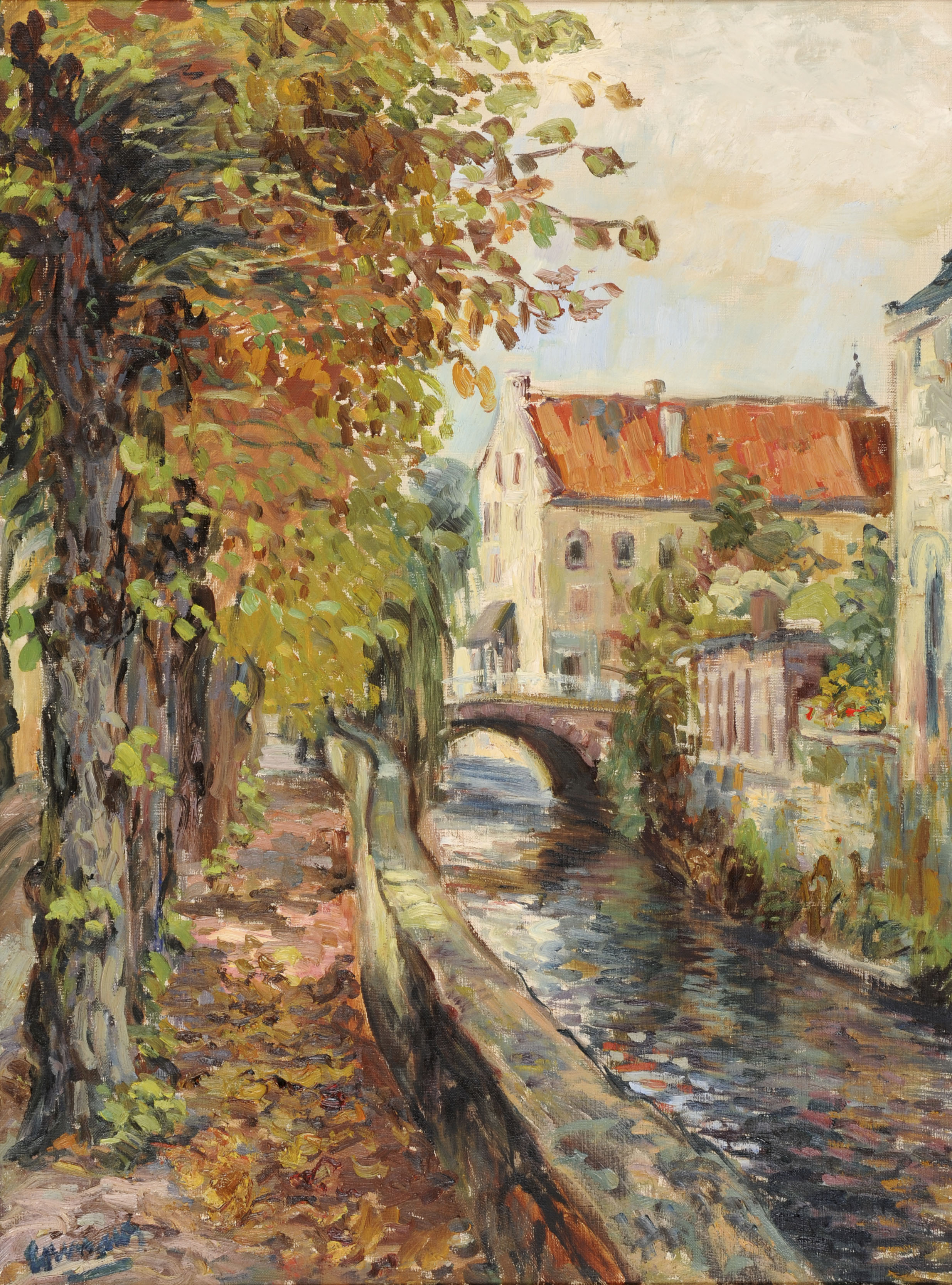
Vue du canal Valkenburg (1974)
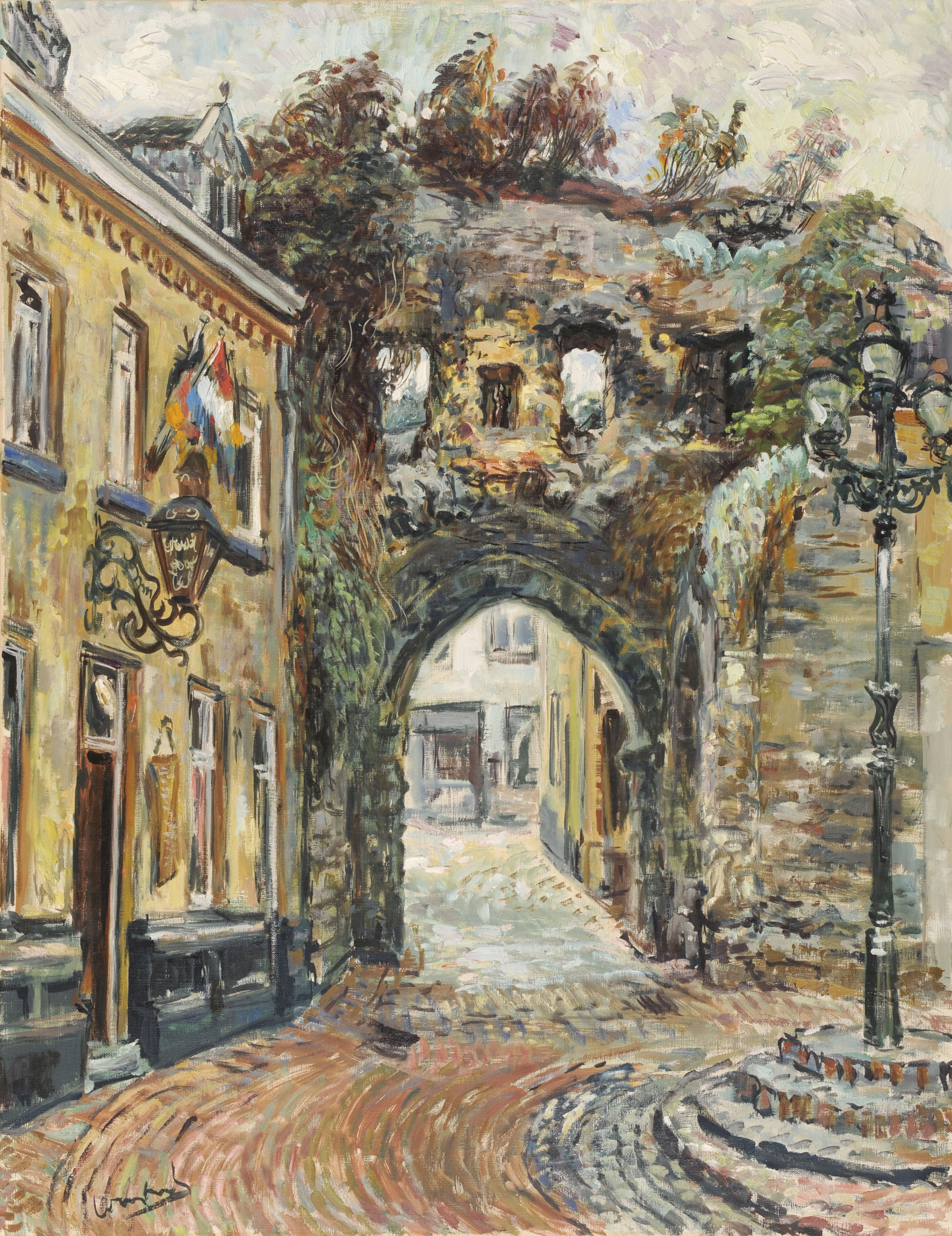
Grendelpoort Valkenburg (1975)
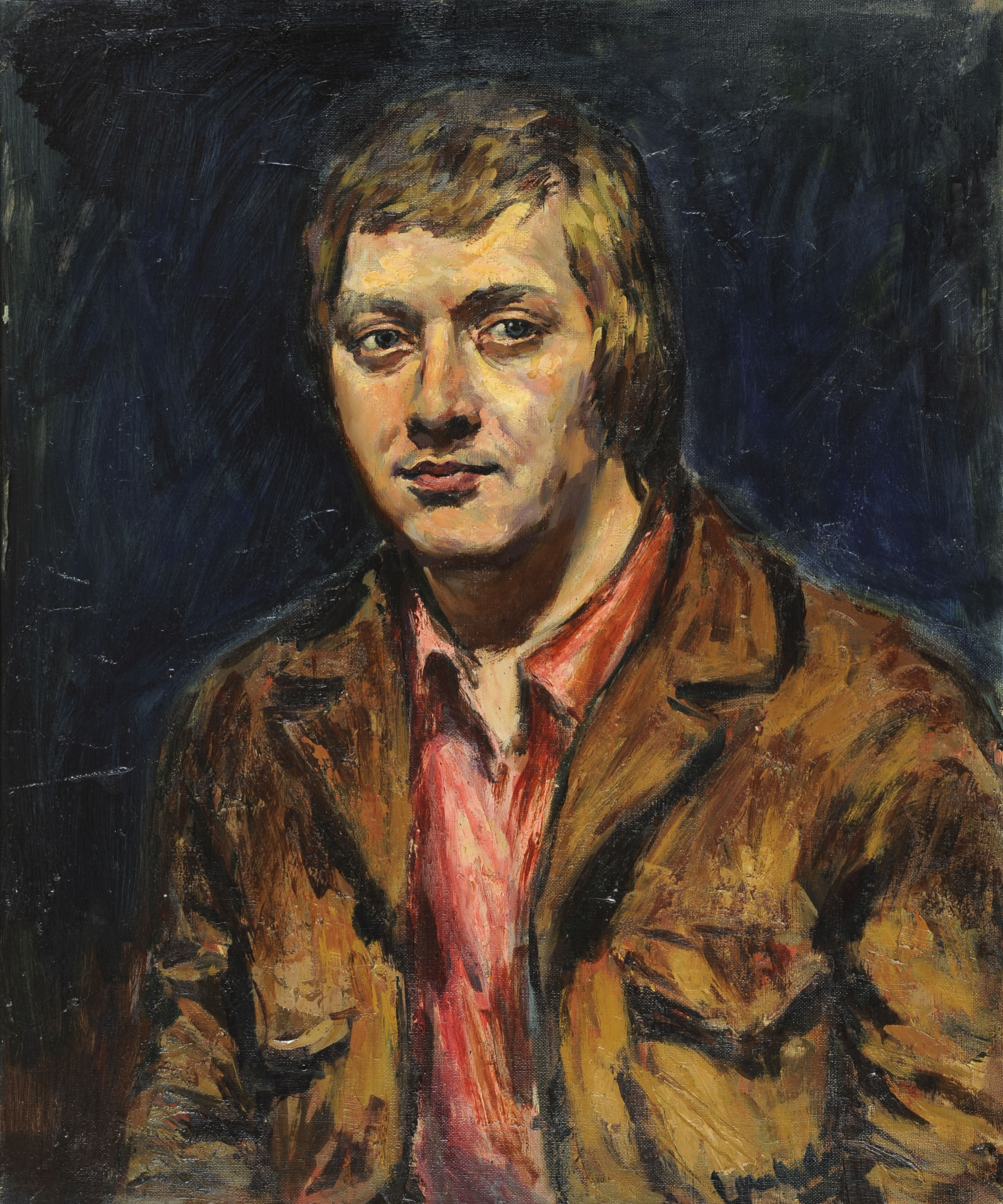
Portrait d'un homme (1977)
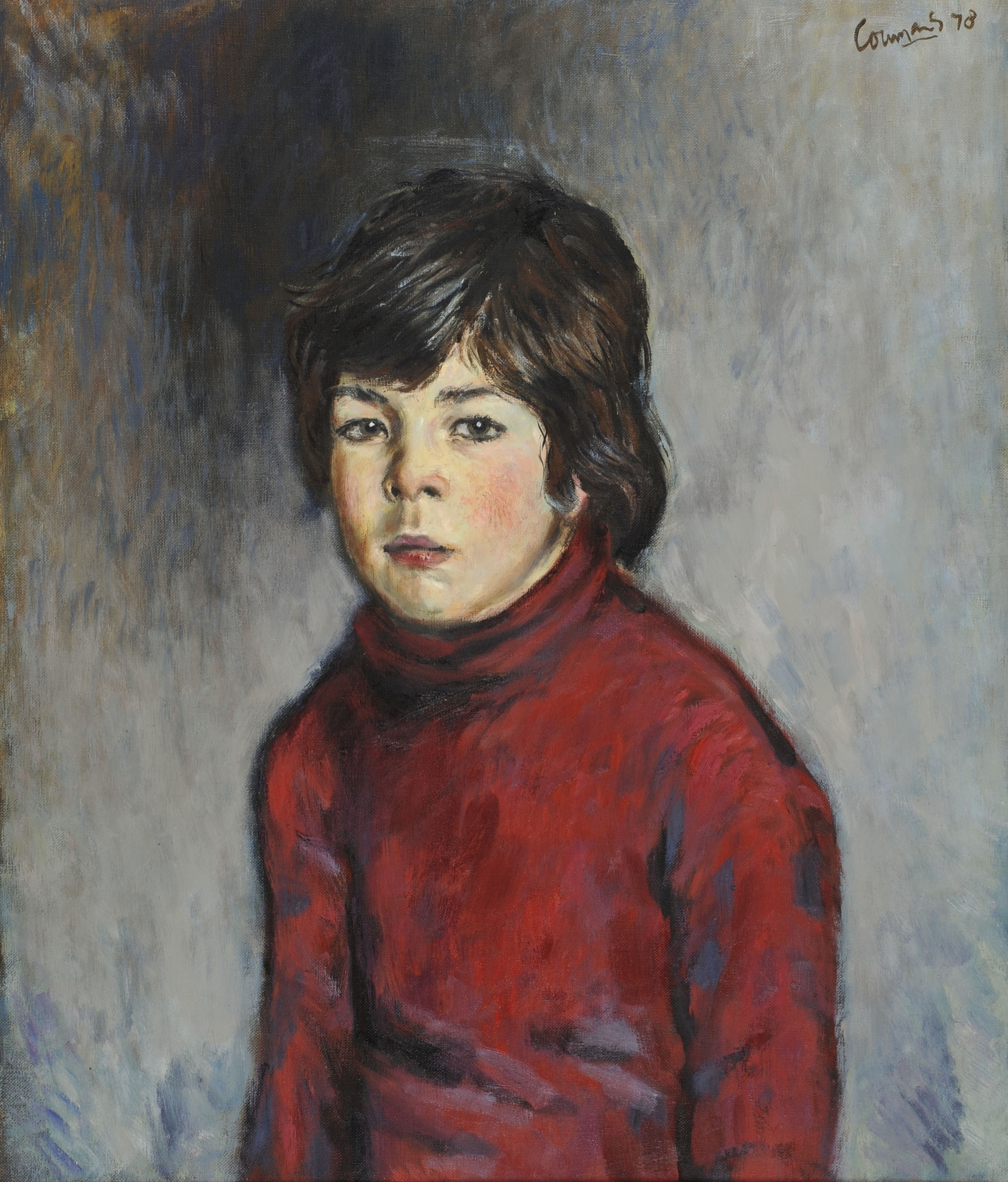
Portrait d'un garçon (1978)
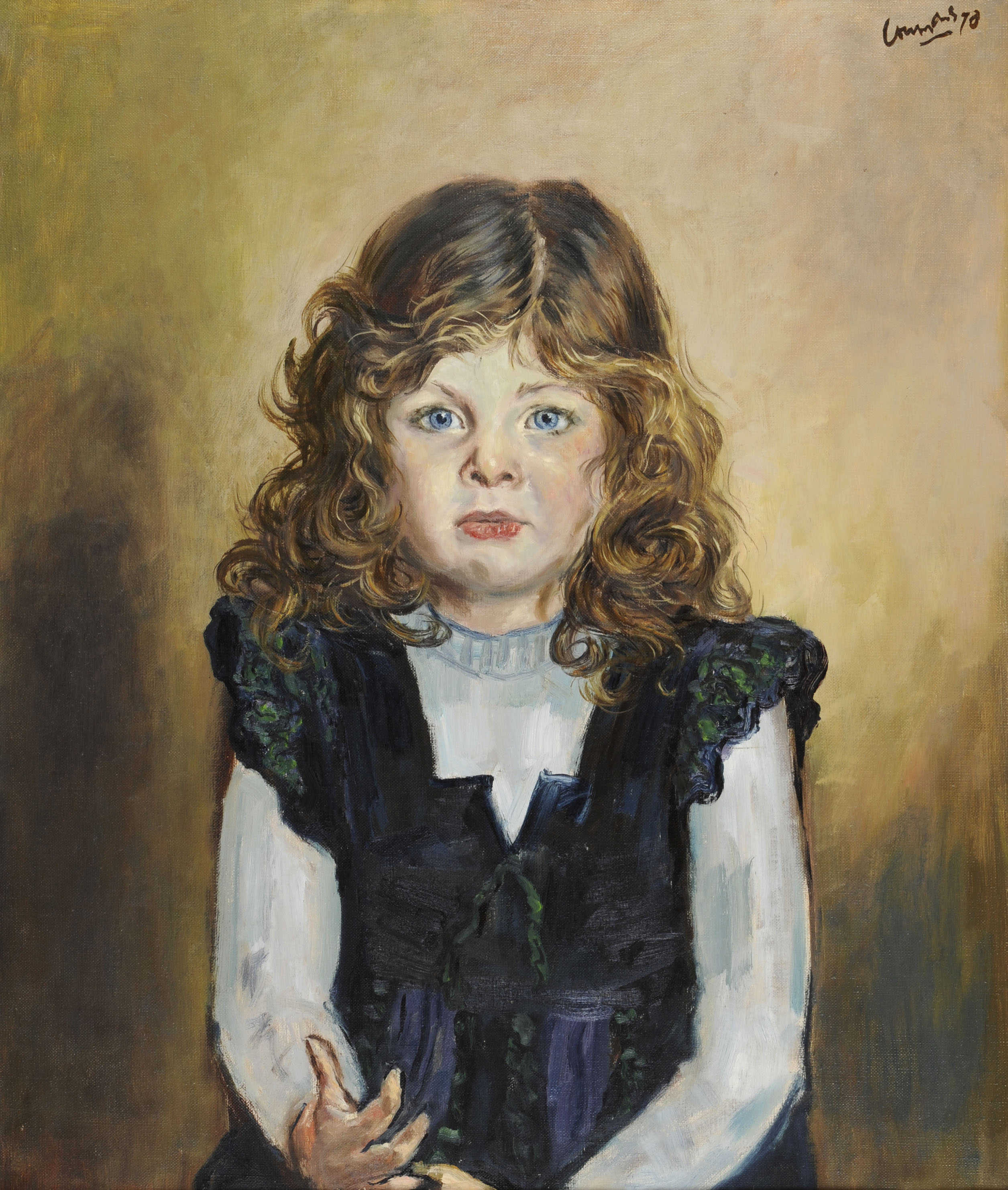
Portrait d'une fille (1978)
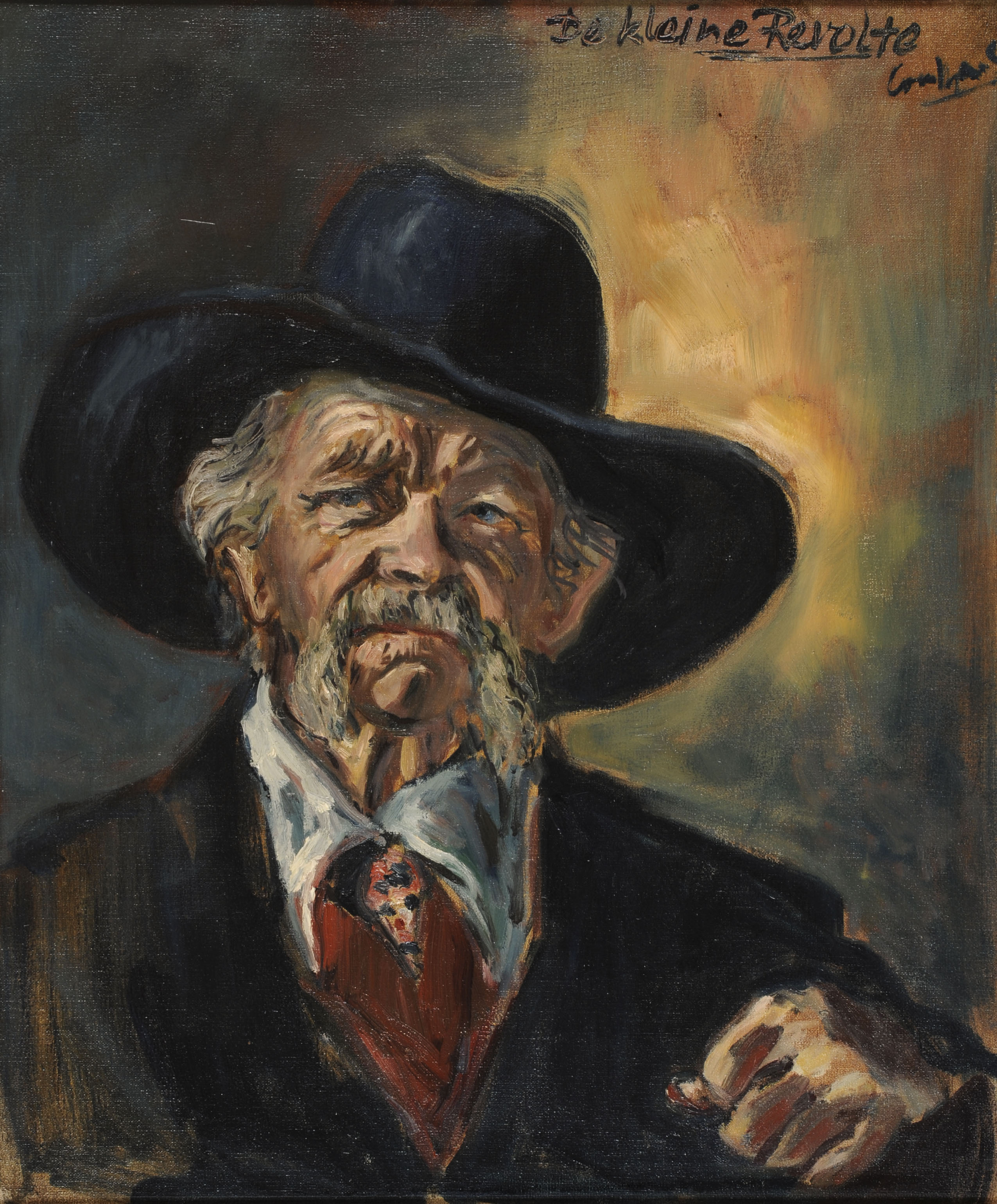
Portrait "La Petite Révolte" (1979)
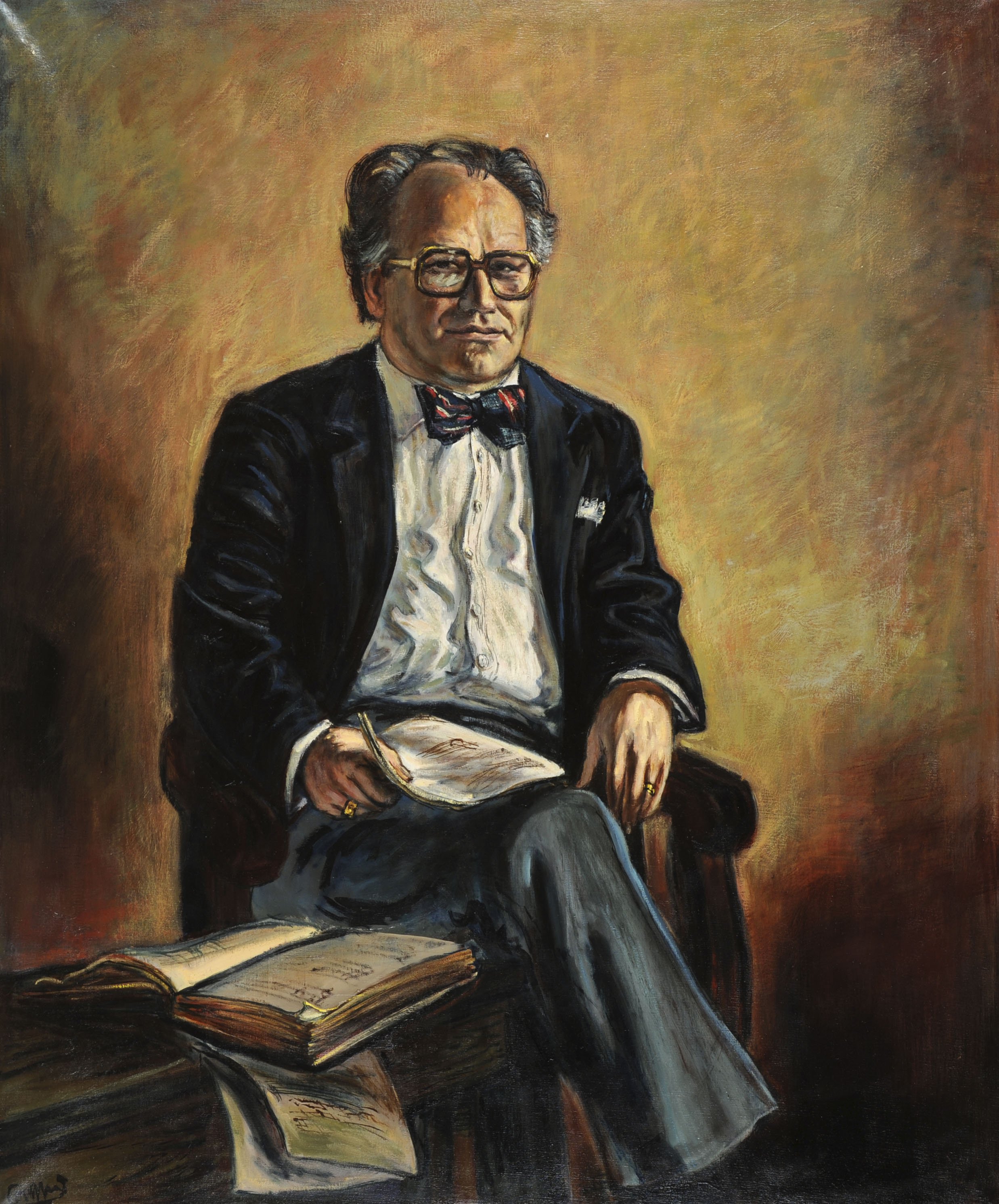
Portrait d'un homme (1979)
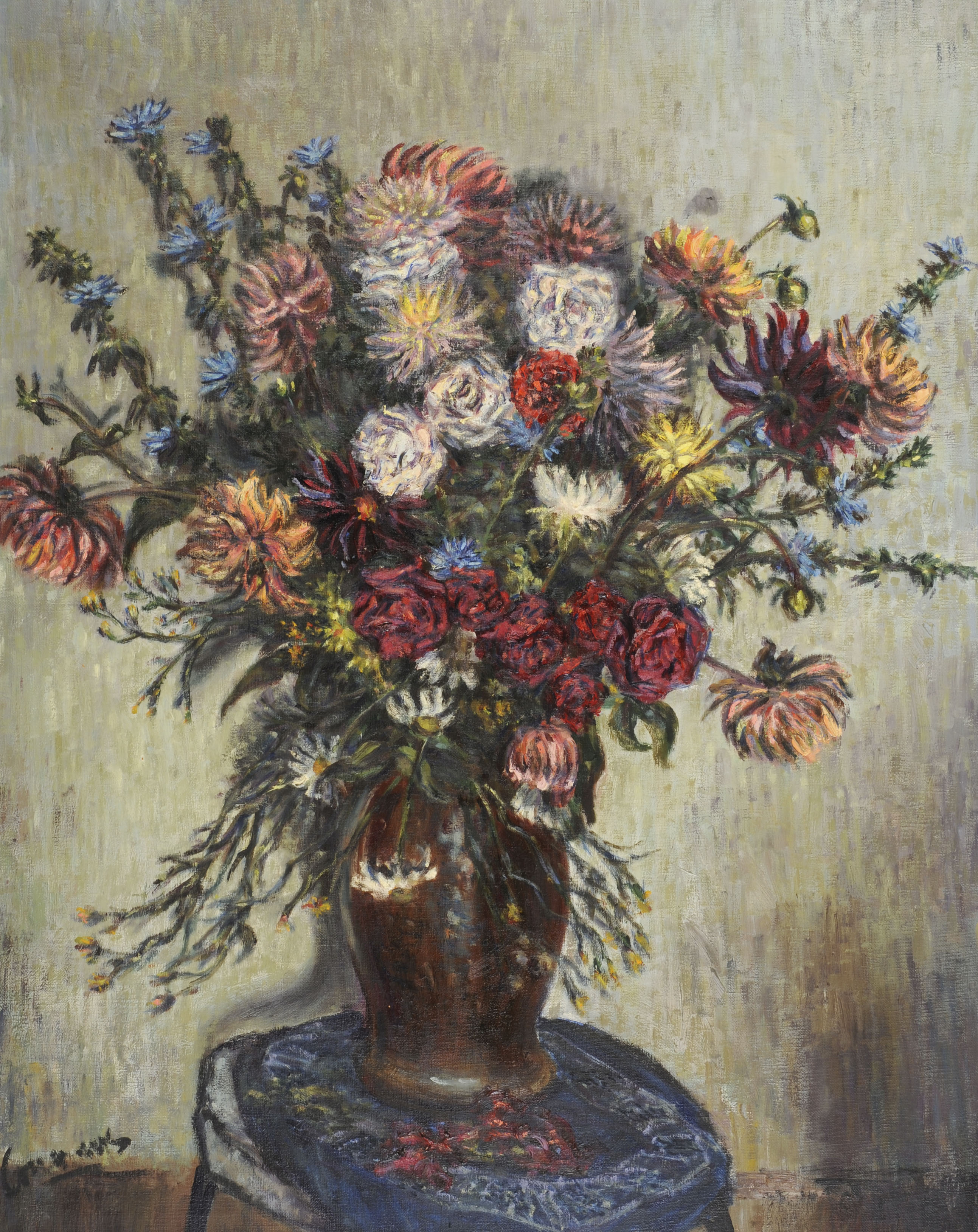
Bouquet (1979)
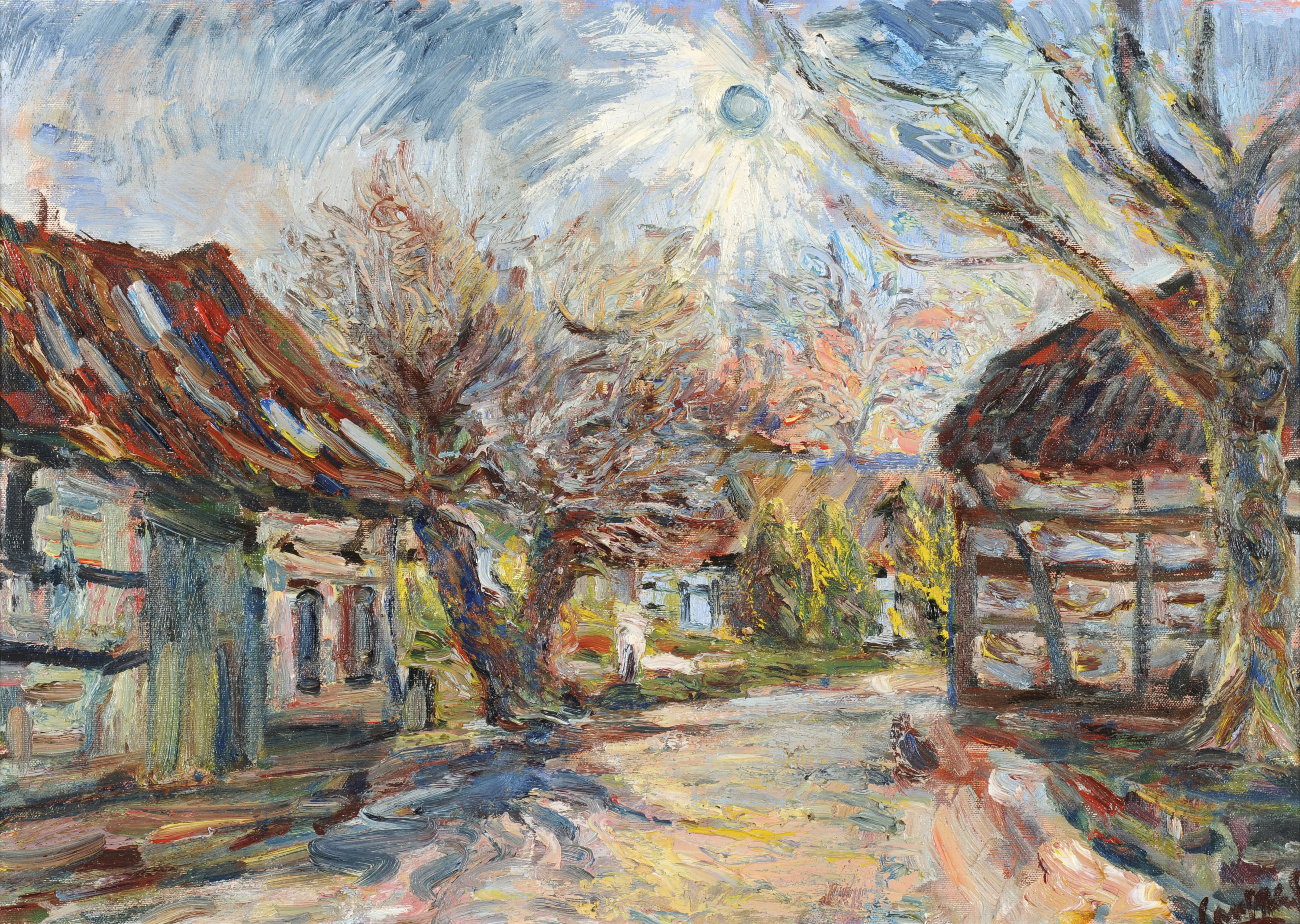
Terstraten (1982)
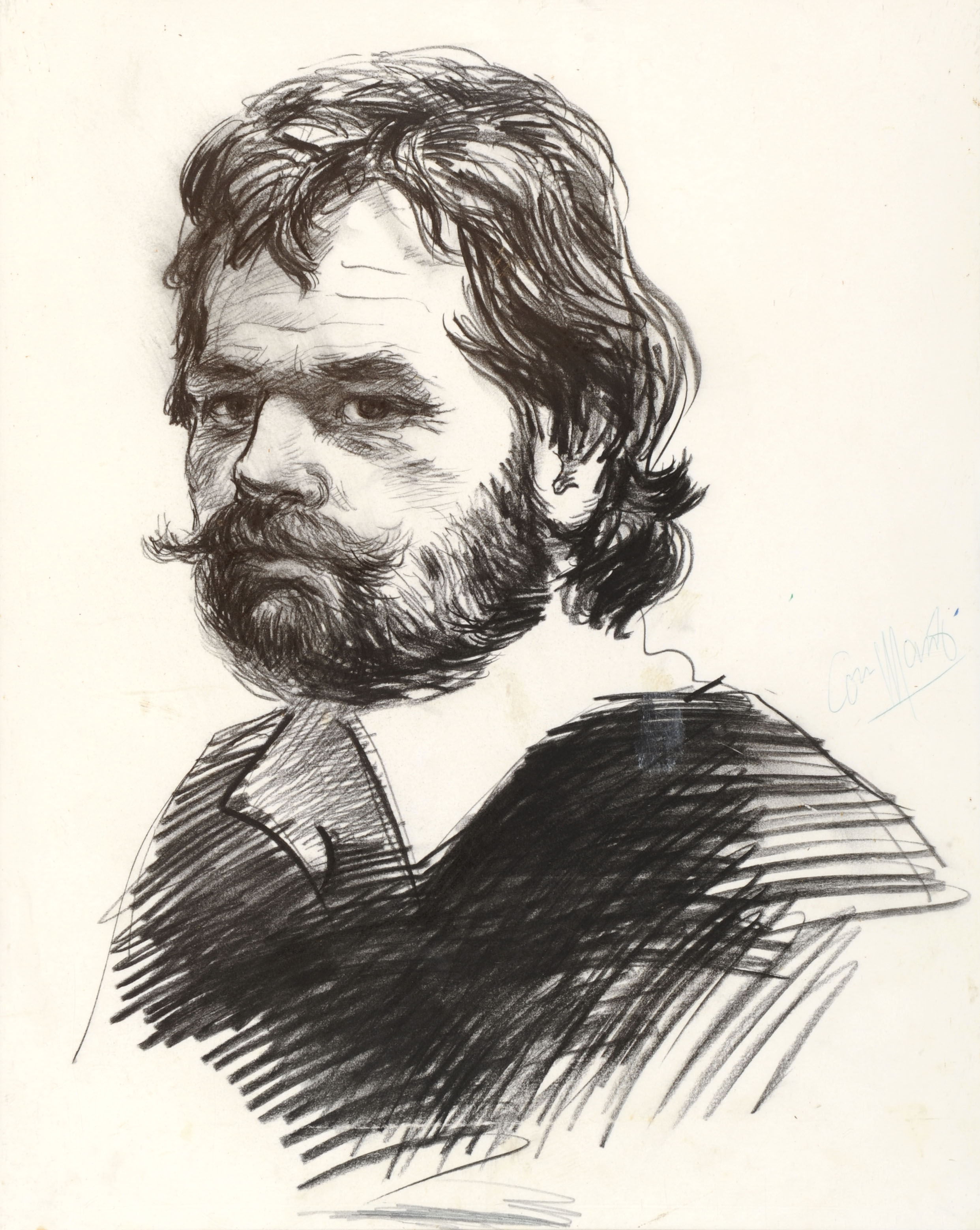
Autoportrait (1983)
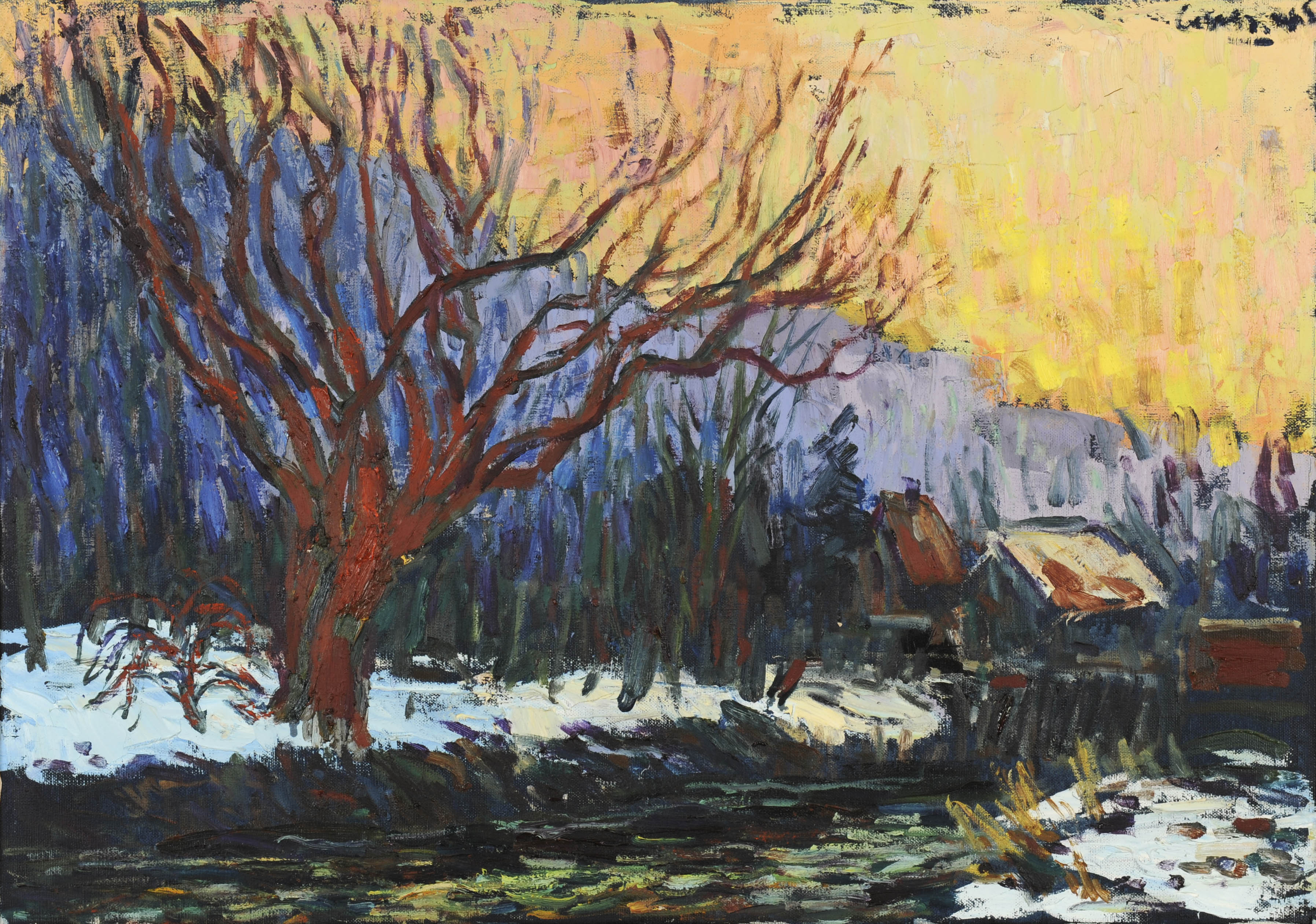
Paysage d'hiver (1983)
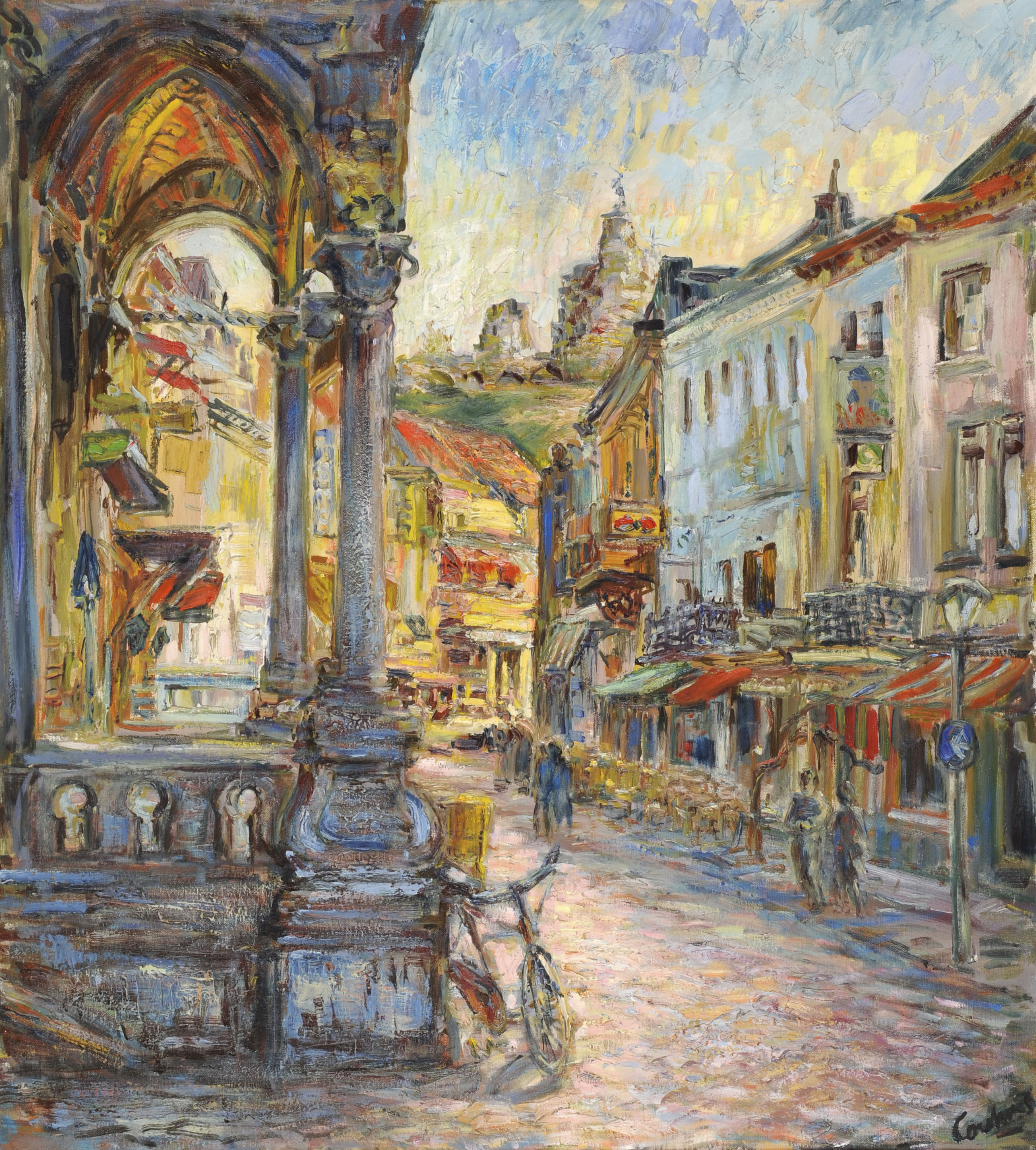
Main Street Valkenburg (1983)
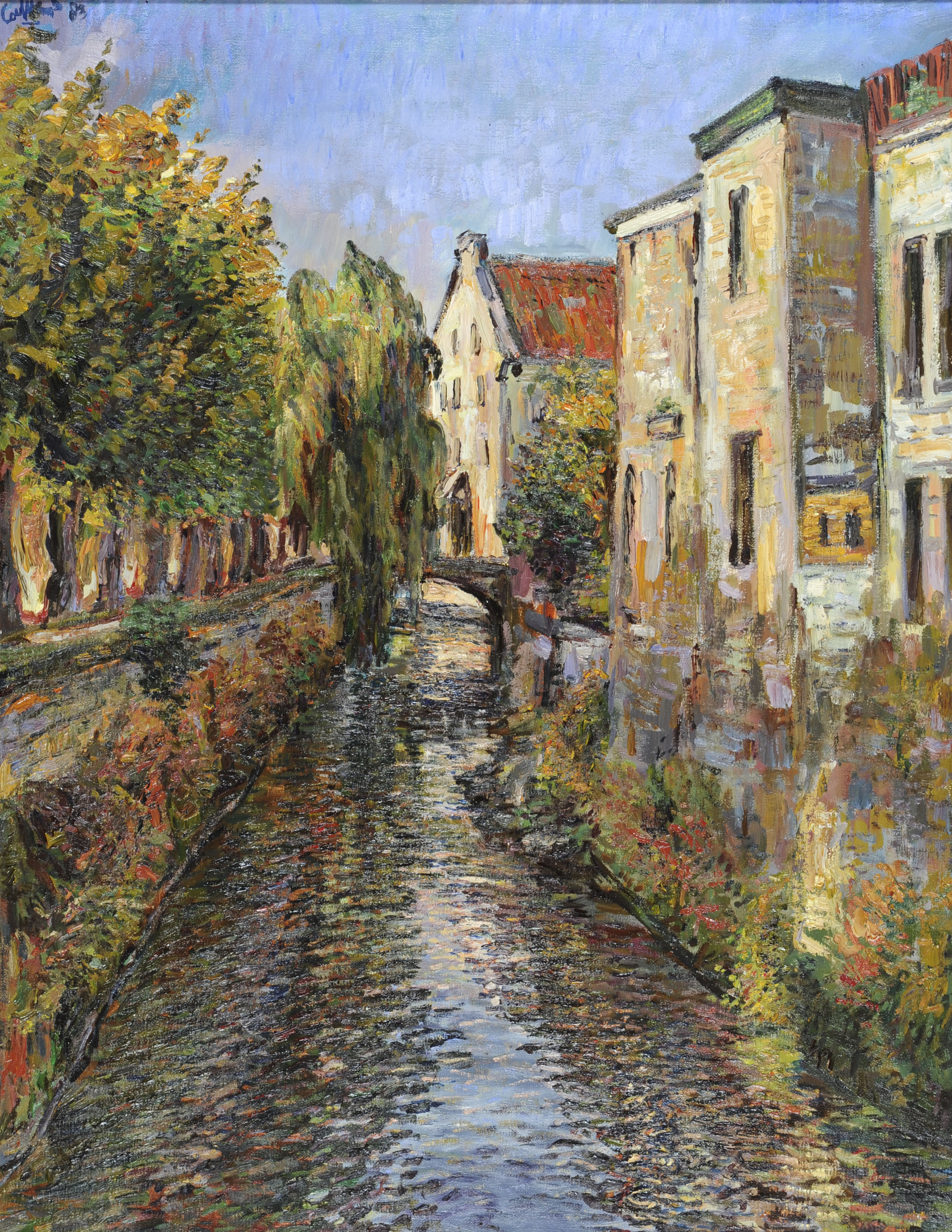
Vue du canal Valkenburg (1983)
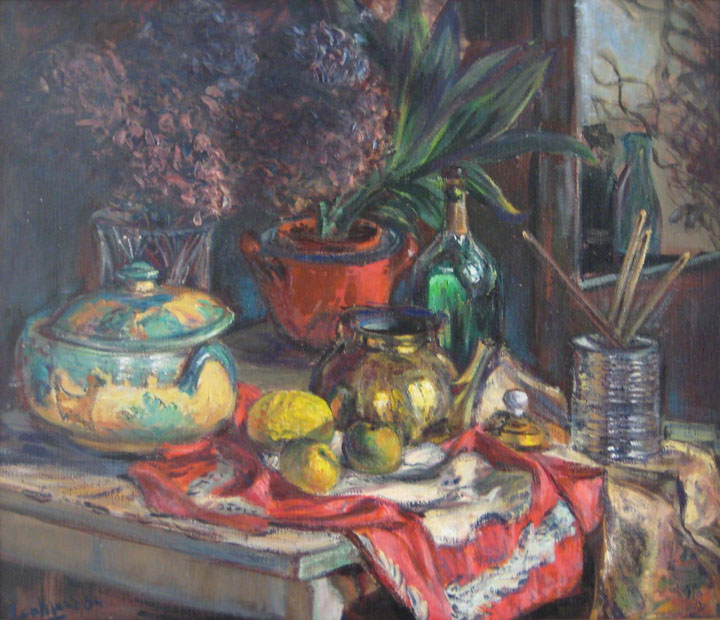
Nature morte (1983)
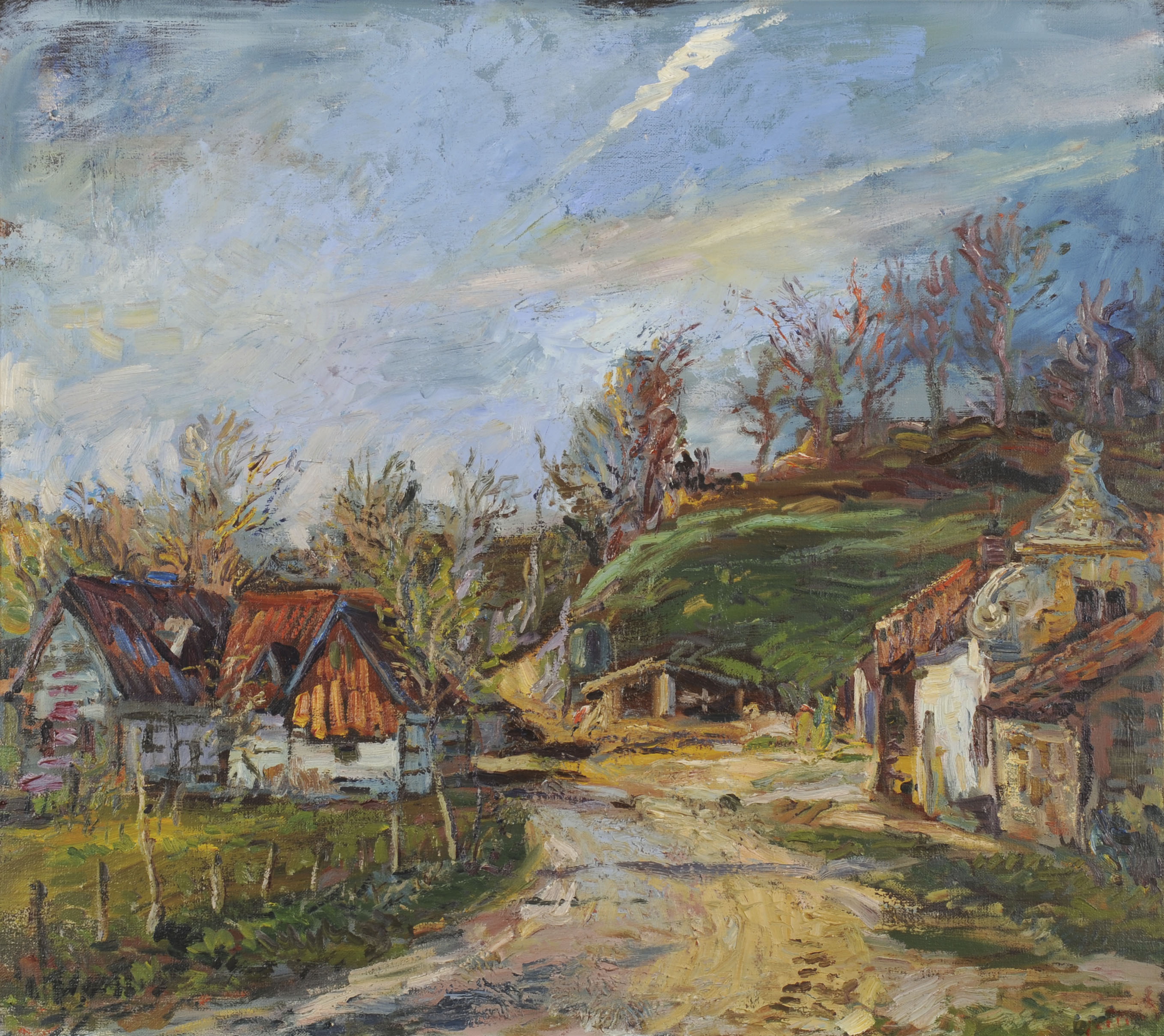
Terstraten (1984)
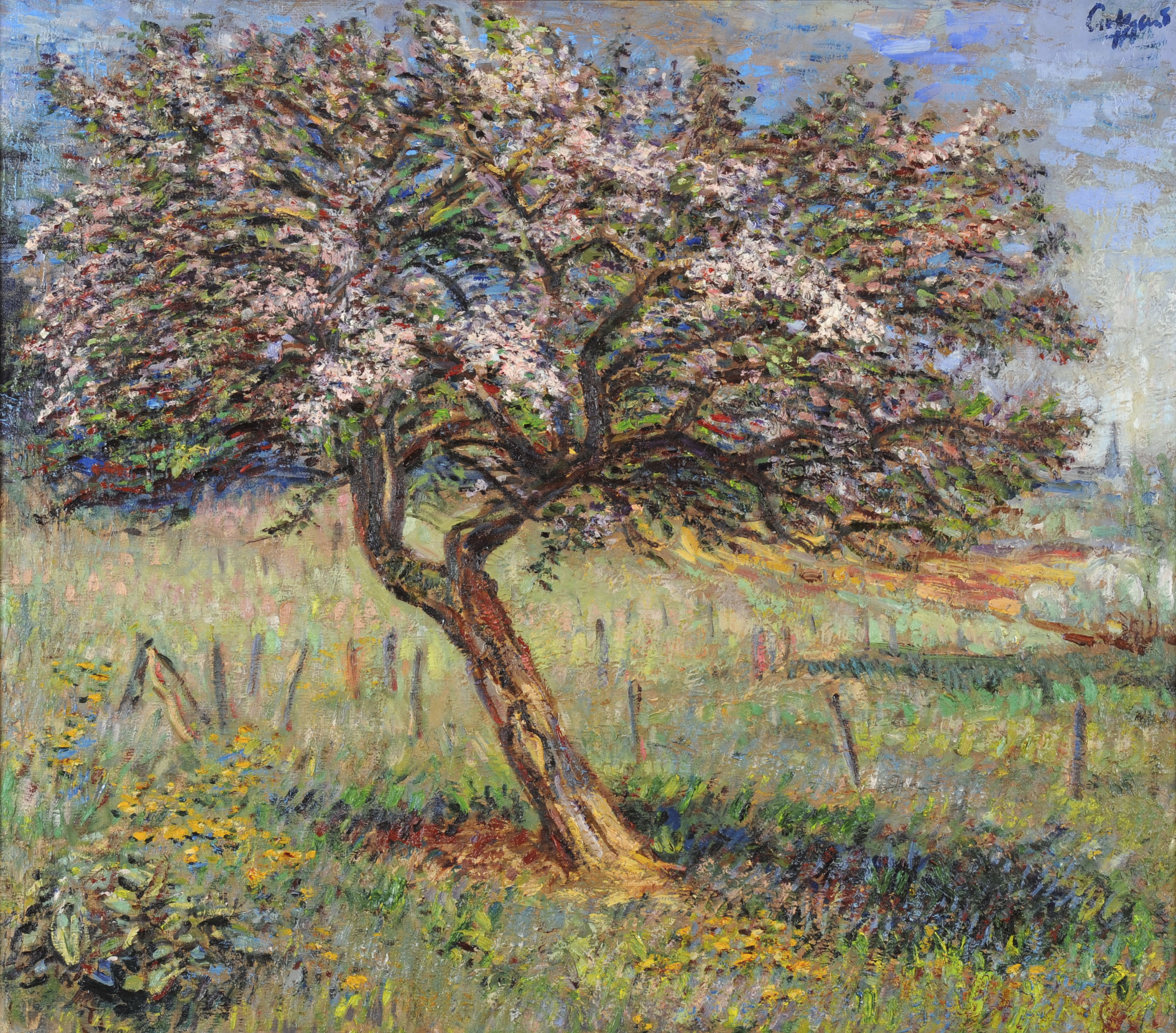
Fleur de cerisier 2 (1984)
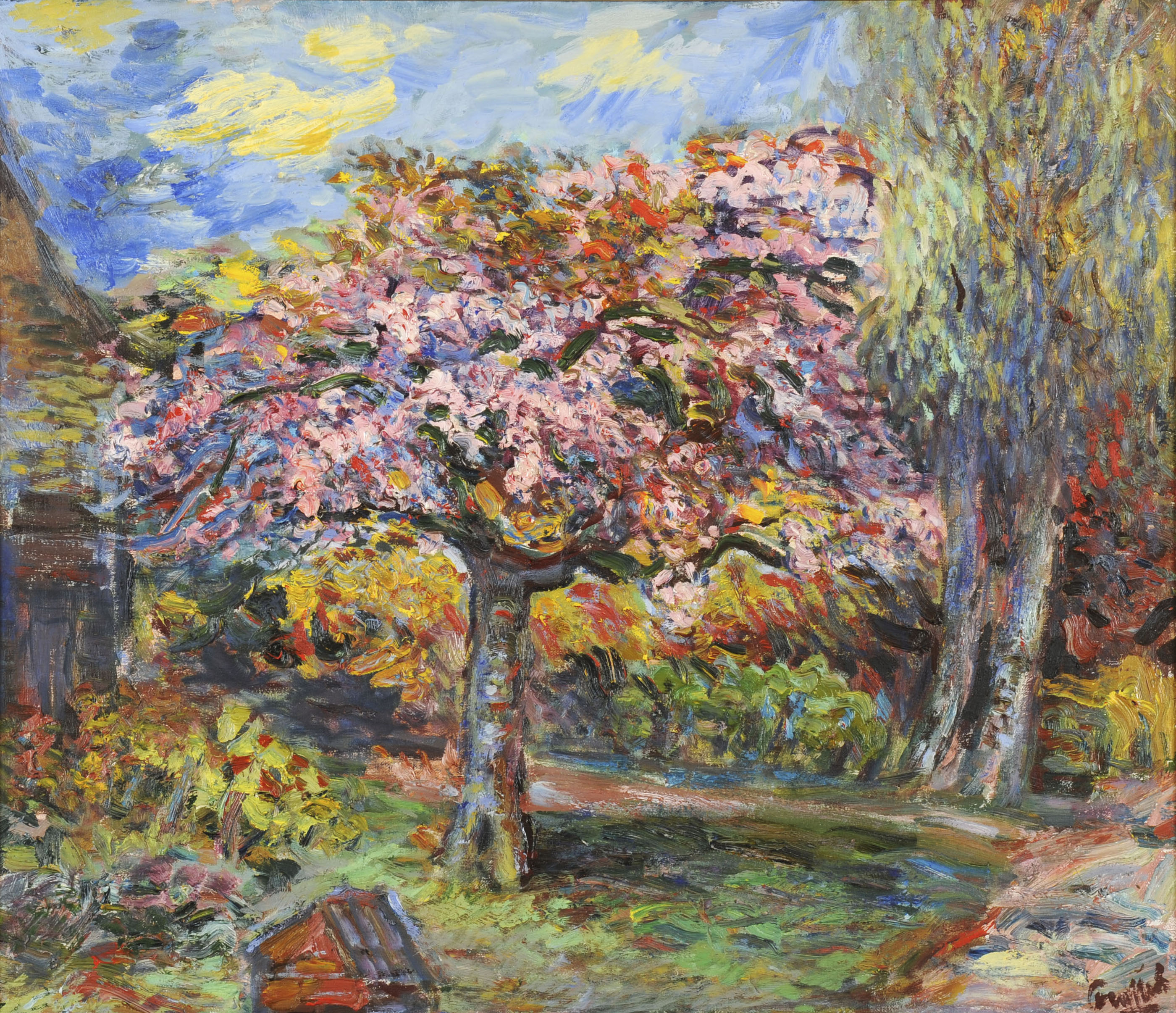
Fleur de pommier (1984)
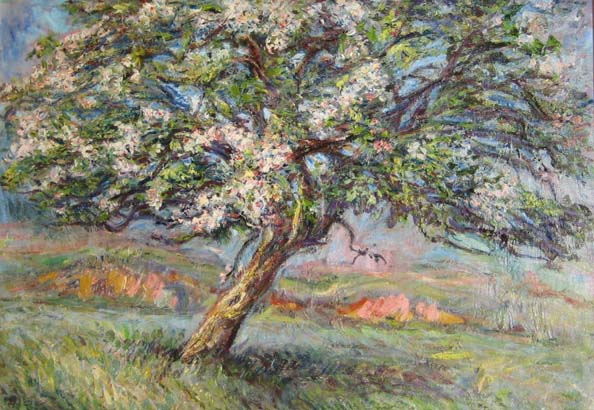
Fleur de cerisier (1984)
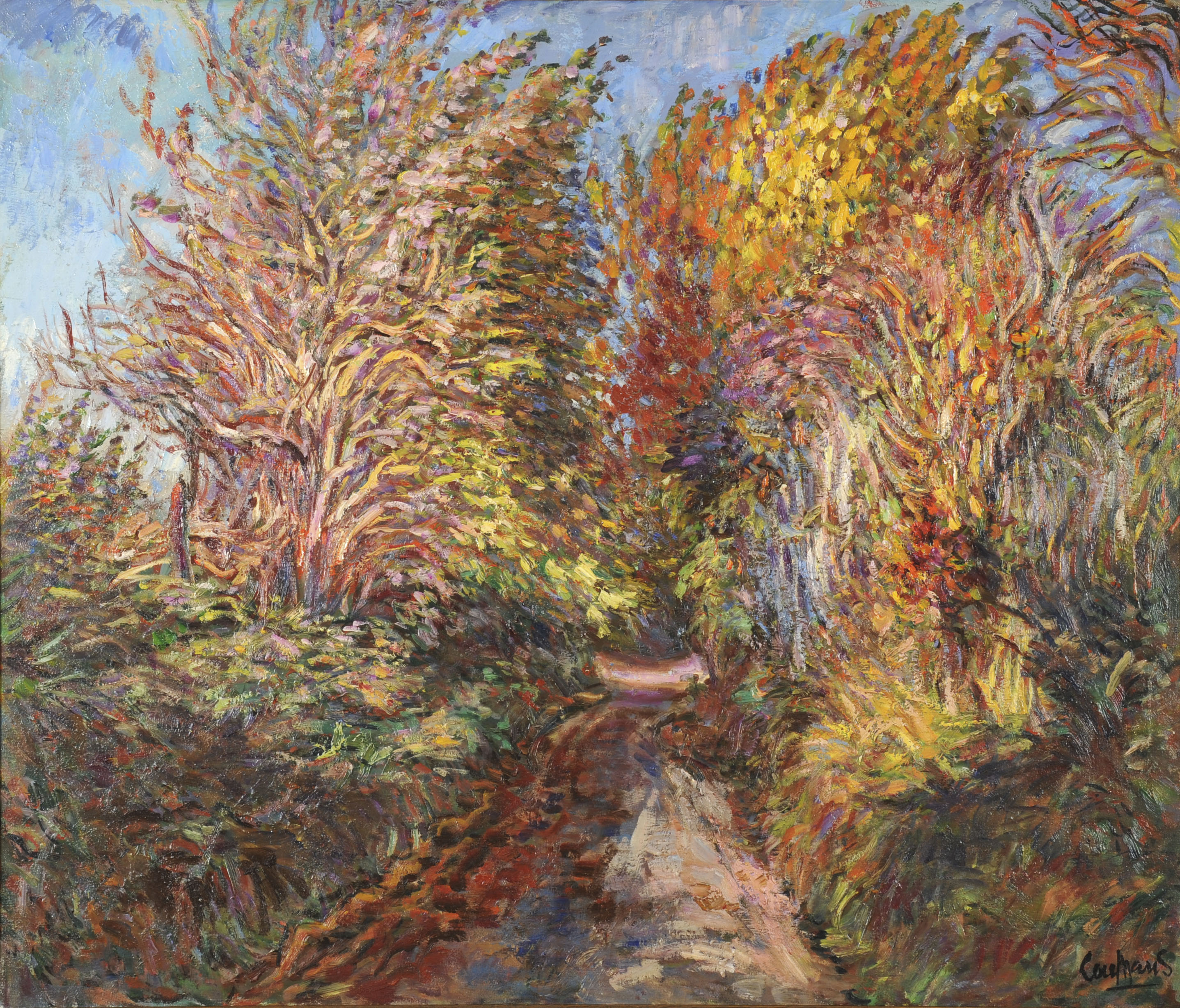
Holleweg Bingelrade (1986)
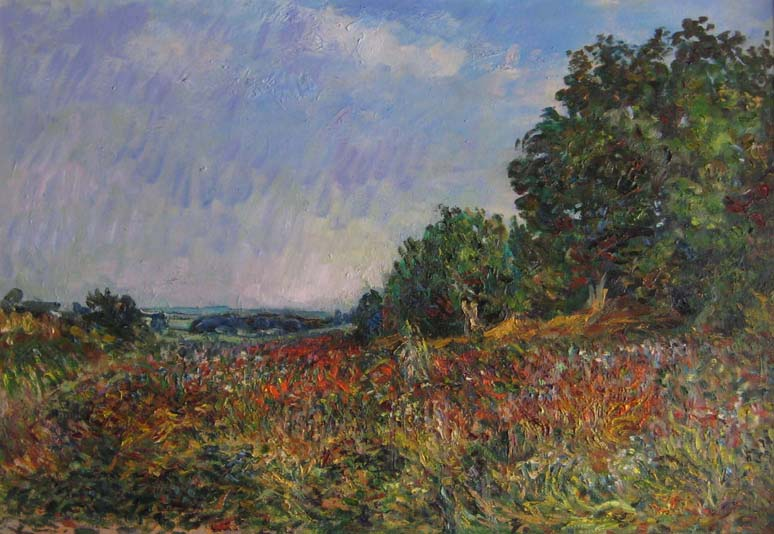
Paysage champêtre Bingelrade (1986)
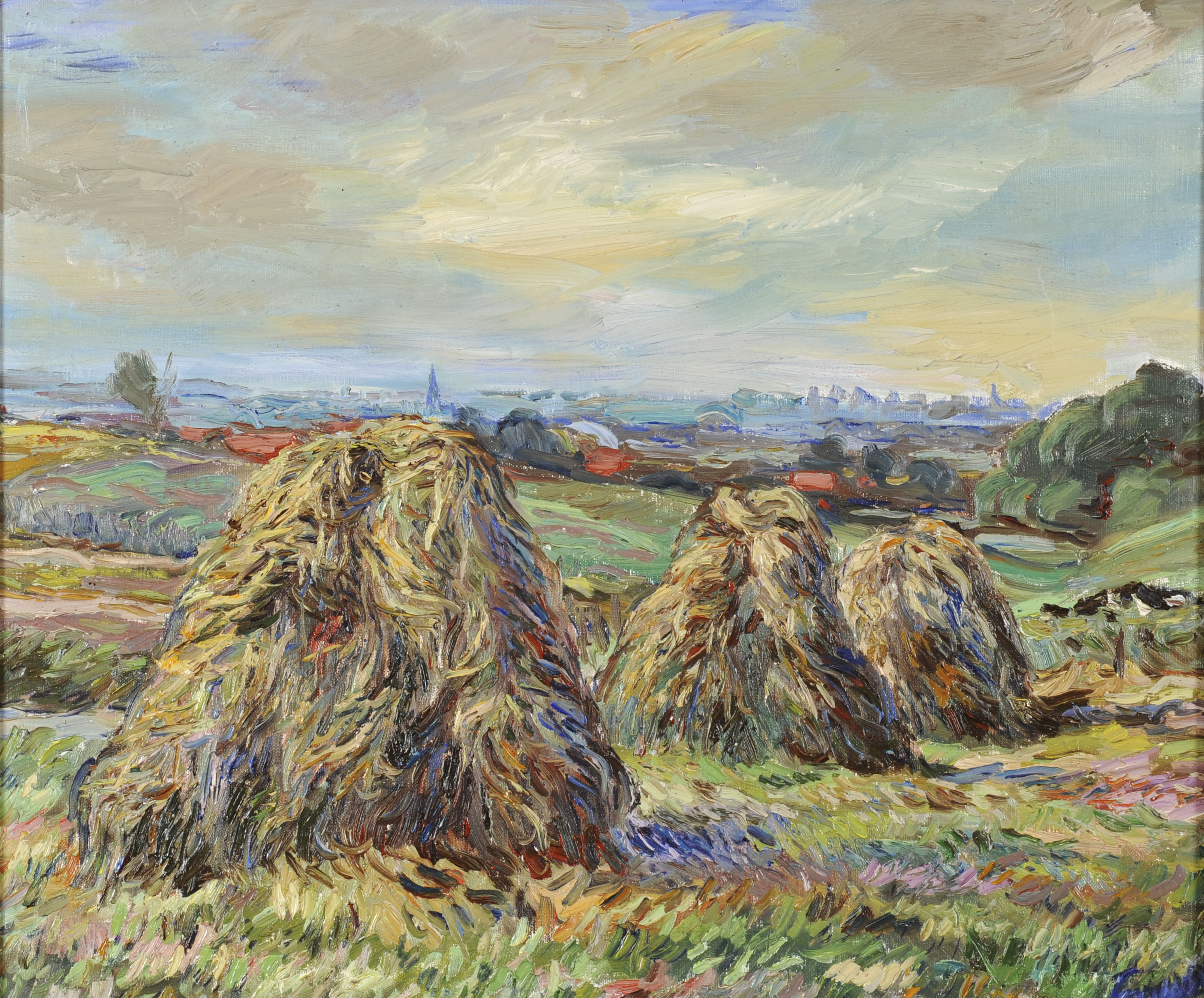
Bottes de foin Bingelrade (1986)
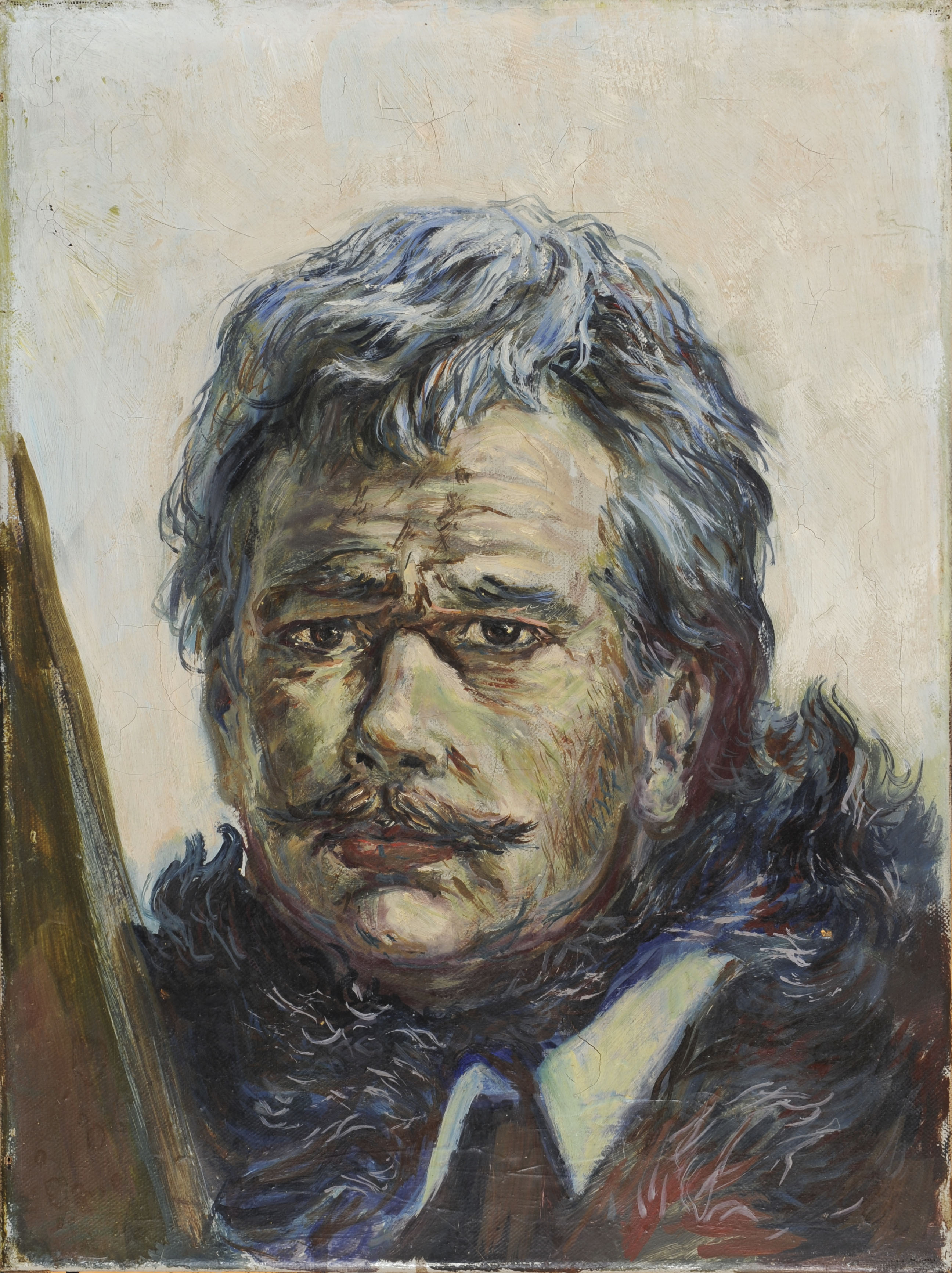
Autoportrait (1986)
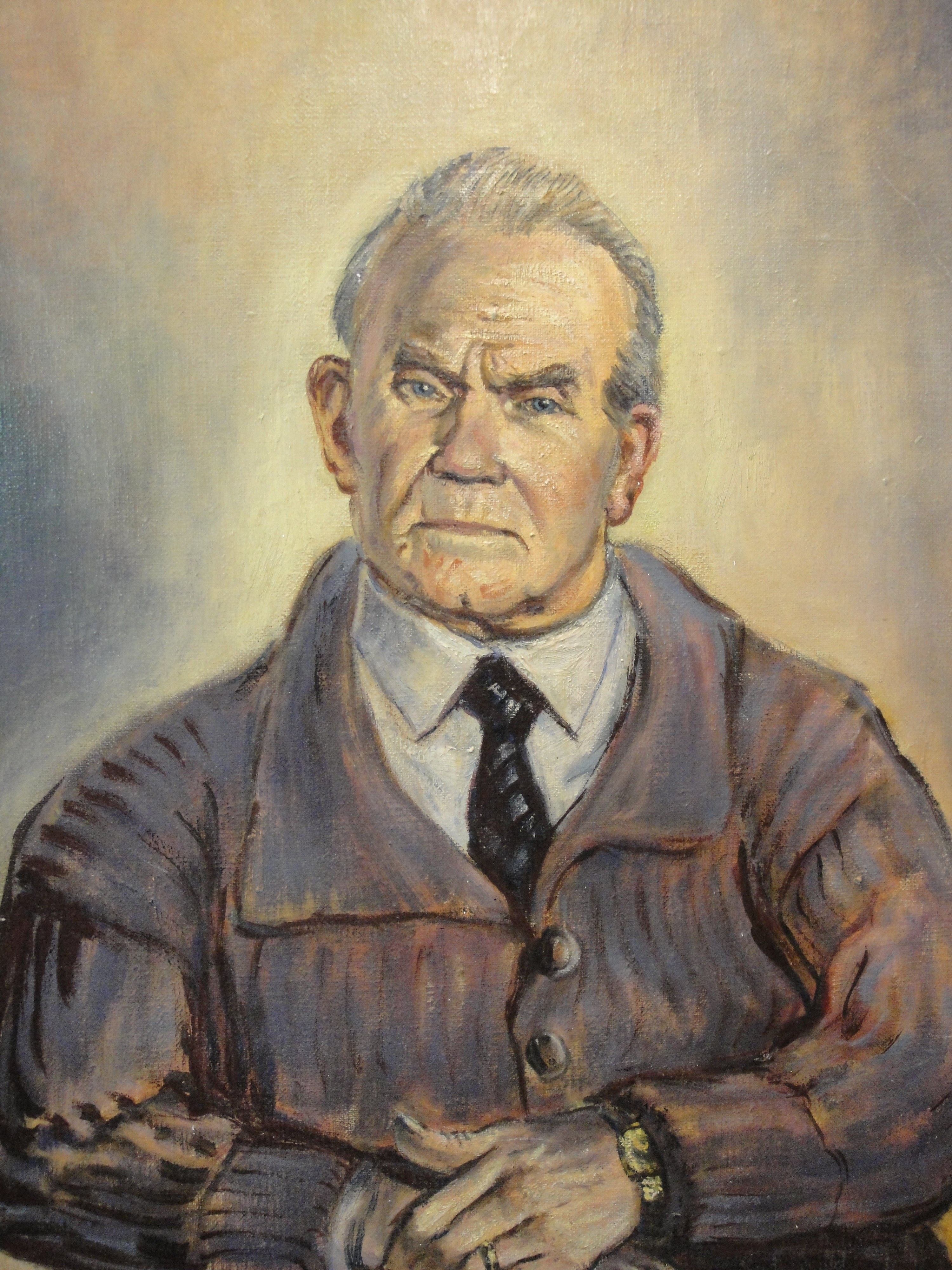
Portrait d'un homme (1984)
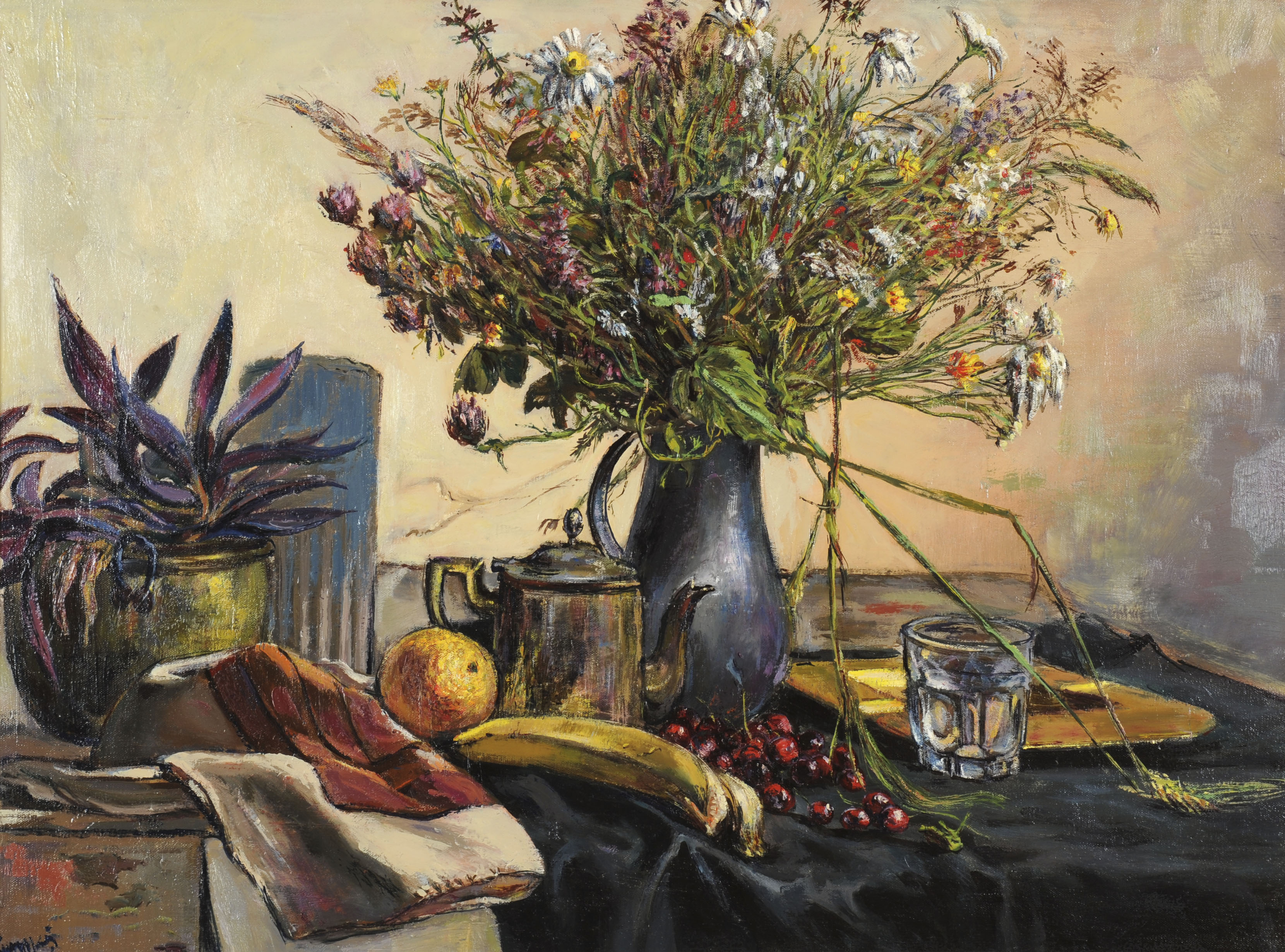
Nature morte (1984)